# Sunrise (empresa)
Sunrise, Inc. (em japonês: 株式会社サンライズ) é um estúdio de animação japonesa, É uma subsidiária da Namco Bandai Holdings. Seu antigo nome era Nippon Sunrise, e antes disso, Sunrise Studios. Sua sede está localizada em Suginami, Tóquio . 
Entre os maiores e mais famosos estúdios do Japão, Sunrise é conhecida por vários elogiados e populares animes originais, como Gundam, Armored Trooper Votoms, Yoroiden Samurai Troopers, Crush Gear Turbo, The Vision of Escaflowne, Cowboy Bebop, Witch Hunter Robin, Mai-Hime, Mai-Otome, Code Geass: Lelouch of the Rebellion, Tiger & Bunny, Valvrave o Libertador, Cowboy Bebop, bem como as suas inúmeras adaptações de aclamadas light novels, incluindo Dirty Pair e Accel World, e mangás, tais como City Hunter, InuYasha, Outlaw Star, Yakitate! Japão, Planetes, Keroro Gunso, Gintama e vários outros. Devido à fluidez do seu trabalho, alguns fãs se referem a alguns dos seus animação como "Sunrise suave."
Animes criados por Sunrise que ganharam o prêmio Anime Grand Prix são:
- Mobile Suit Gundam - 1979
- Space Runaway Ideon - no primeiro semestre de 1980
- Crusher Joe - 1983 (coprodução com a Estúdio Nue)
- Dirty Pair - 1985
- Future GPX Cyber Formula - 1991
- Cowboy Bebop - 1998
- Gundam SEED - 2002
- Gundam SEED Destiny - 2004 e 2005,
- Code Geass: Lelouch of Rebellion - 2006 e 2007
- Code Geass R2 - 2008.